# ヨアケマエ
「ヨアケマエ」は、パスピエの楽曲で、通算6枚目のシングル。2016年4月27日にワーナーミュージック・ジャパンから発売された。
「カメレオンの言い種」はメジャーデビュー前からあった楽曲。節目となった前年から新たなスタートの気持ちで「ヨアケマエ」を制作したが、過去があってこその現在なので昔の曲も入れたいとストックの中から選ばれた。
「金曜日の天使」はロックバンド・近田春夫&ビブラトーンズのカバー。

## 収録曲
| 全編曲: パスピエ。 |                        |              |            |       |
| #                  | タイトル               | 作詞         | 作曲       | 時間  |
| 1.                 | 「ヨアケマエ」         | 大胡田なつき | 成田ハネダ | 4:10  |
| 2.                 | 「カメレオンの言い種」 | 大胡田なつき | 成田ハネダ | 3:34  |
| 3.                 | 「金曜日の天使」       | 近田春夫     | 福岡裕     | 4:55  |
| 合計時間:          | 合計時間:              | 合計時間:    | 合計時間:  | 12:39 |